# Айрапетов, Андрей Александрович
Андре́й Алекса́ндрович Айрапе́тов (арм. Անդրեյ Ալեքսանդրի Հայրապետով; 5 января 1943, Грозный — 3 марта 2021, Владикавказ) — советский и российский спортивный журналист. Многолетний пресс-атташе футбольного клуба «Алания». Первый футбольный пресс-атташе в истории советского спорта.

## Биография
Родился 5 января 1943 года в Грозном.
В 1989 году предложил главному тренеру орджоникидзевского «Спартака» Валерию Газзаеву создание первой в истории пресс-службы, которую возглавлял до 2014 года.
3 марта 2021 года футбольный клуб «Алания» сообщил об уходе из жизни Андрея Айрапетова.

## Награды и признание
- Заслуженный работник культуры Северной Осетии
- Член Союза журналистов Российской Федерации